# Siniribam
Sîn-irībam (geschreven als dEN-ZU-i-ri-ba-am) was ca. 1842-1841 v.Chr. koning van Larsa. Hij regeerde twee jaar en er zijn weinig inscripties van hem teruggevonden. Hij was niet de zoon van zijn voorganger maar van ene Gaʼeš-rabi en er was mogelijk een interregnum van een half jaar waarin het niet duidelijk was wie de opvolger was. Hij is de eerste van een drietal koningen met een korte regeringsperiode. Met hem breekt er een periode van verwarring aan die een decennium zal duren.
Er is een fragment van een stenen gewicht van één talent dat in Yale bewaard wordt en een zegel van een van zijn dienaren in het Oriental Institute van Chicago. Verder is er nog een zegelafdruk in Yale die zijn naam draagt.

Hij werd door zijn zoon opgevolgd.